# 毛呂季光
毛呂季光（藤原季光）は、平安時代末期から鎌倉時代初期にかけての武士・御家人。藤原実頼を祖とする上級貴族、藤原北家小野宮流、大宰権帥・藤原季仲の孫。武蔵国入間郡毛呂郷の在地領主、関東御分国　豊後国国司。京より武蔵国毛呂郷（埼玉県）に移り住んだのち、毛呂を名乗った。源頼朝の側近として鎌倉幕府成立に尽力し、頼朝に二代に渡り仕えた。その後も一族は戦国時代を生き抜いた。季光は藤原氏の出であったが、頼朝の母方とは縁戚関係にあり源氏の門葉と同等の処遇を受けた。平安時代から続く名門一族の血脈は東西にわかれ現在もなお続いている。

## 略歴
藤原仲光の子として誕生。兄弟に加賀局。加賀局は九条家の始祖、九条兼実の母。
源頼朝の挙兵直後から近臣として仕え、頼朝が鎌倉に拠点を構えて新造した大倉御所へ移る儀式で、頼朝の馬の右に付いている。文治2年（1186年）、頼朝の推挙により豊後守に任じられ、准門葉に列せられる。文治5年（1189年）、奥州合戦に参加。建久2年（1191年）、建久6年（1195年）の頼朝上洛に供奉。建久3年（1192年）、永福寺薬師堂の奉行人を務める。
建久6年（1195年）正月に中条家長と喧嘩となり、双方の縁者が集まって合戦になりかけた。頼朝は和田義盛を派遣して仲裁させ、家長を出仕停止にし、季光を御所に召して「御家人らに対して戦闘を起こし、命を失うのははなはだ穏やかではない」と直々に諭している。騒動の原因は、季光は由緒により、頼朝の門葉に準じる家柄であったが、家長が八田知家の養子である権威を誇って無礼を働いたために、季光が咎めたという。この騒動により心経会が延期された。『吾妻鏡』での季光に関する記述は、建久6年10月に鶴岡臨時祭りで頼朝に供奉した記録が最後である。
子・季綱は頼朝が伊豆国の流人であった頃、下部（しもべ）らに耐えられない事があって季綱の邸あたりに逃れていたところ、季綱がその下部たちの面倒を見て伊豆に送り返した。この事から頼朝に褒賞を受け、建久4年（1193年）2月10日、武蔵国和泉・勝田を与えられており、季光の准門葉入りも、貴種性だけでなく流人時代の報恩に拠るものがあったと思われる。頼朝の死後1206年季光没すると伝えられる。1221年の承久の乱以降、一部は鎌倉武士として京都に渡り、頼朝が所有する丹後国の荘園の城主となった。また神社などにも手厚い保護を加え、武家の松田氏との婚姻関係もあったようだ。西国京都に於いても頼朝に仕えた時代の季光の人格と功績が脈々と受け継がれていた。また1500年代には東国に於いて後北条氏側で数々の戦に参戦した。豊臣秀吉の小田原攻めにより八王子城にて多くは討死した。その後一部生き残った者は徳川の幕臣となった者もいる。現在の子孫は、群馬、東京、京都などを中心に少数ながらも存続している。